# 比克瑟伊 (安德尔省)
比克瑟伊（法語：Buxeuil）是法国安德尔省的一个市镇，属于伊蘇登區（Issoudun）瓦唐县（Vatan）。该市镇总面积19.75平方公里，2009年时的人口为218人。

## 人口
比克瑟伊人口变化图示